# Под одним небом (фильм, 1961)
«Под одним небом» — советский фильм- киноальманах 1961 года снятый на киностудии «Грузия-фильм», дебютный фильм режиссёра Ланы Гогоберидзе.

Картина состоит из трех новелл, содержание их относится к разным эпохам, а тема одна. В каждом случае любовь молодых героев испытывается временем — революцией, войной, событиями наших дней. Можно и так сказать в каждом случае время испытывается любовью.— Семён Фрейлих — Беседы о советском кино. — М.: Просвещение, 1985. — стр. 178.

## Содержание
Состоит из трёх новелл: «Княжна Майя», «Фреска», «Голуби» — три истории разделены 20 годами: 1921, 1941, 1961.
Новеллы сняты по мотивам рассказа Лео Киачели «Княжна Майя», повести Арчила Сулакаури «Голуби» и третья новелла «Фреска» по оригинальному сценарию режиссёра.

Фильм состоит из трёх новелл на одну тему. Все три новеллы имеют самостоятельный сюжет. Это как бы три эпохи. Но, несмотря на разность сюжетов и даже на резкое отличие манер, в которых они сделаны, все сюжеты объединены не только тем, что действие происходит под одним небом, в Грузии, но и одной внутренней темой — темой трагической любви.— Иосиф Маневич — Кино и литература. — Москва : Искусство, 1966. — 240 с.

### Княжна Майя
1921 год. По старинному обычаю в ночь бесов и ведьм на берегу моря горят костры, и народ песнями, плясками и играми гонит прочь нечисть. В разгар веселья появляется княжна Майя. В народе говорят про неё: где княжна, там и смерть. Майя влюблена в князя Бондо и приехала сюда на свидание с ним. Но князь увлёкся её служанкой Дапино. Видя это, княжна решает мстить и в искусно раскинутые ею сети попадает влюблённый в Дапино возница Амбако, который из ревности убивает князя Бондо. Княжна же, снимая с себя и швыряя в море одну за другой драгоценности, каждая из которых много могла бы рассказать о жизни и смерти тех, кто любил когда-то княжну и добивался этими подарками её благосклонности. А вслед им и сама Майя, закутанная в простыню, как в саван, входит в тихие волны, и вот уже Дапино, ненароком укравшая у княжны единственную настоящую любовь, и потерявшая любивших её и князя и возницу, видит лишь бесконечную морскую гладь.
В ролях:
- Лиана Асатиани — княжна Майя
- Цицино Цицишвили — Дапино, её служанка
- Гиули Чохонелидзе — Амбако, её возница
- Отар Мегвинетухуцеси — князь Бондо

### Голуби
1941 год. Первые месяцы Великой Отечественной войны. На крыше дома вместе дежурят старшеклассники Нана и Леван. Фашистские самолёты ещё не испугали голубей Левана. Отсюда, сверху, вдруг повзрослевшие, они видят, что окружает их с детства, — двор где они играли детьми, улицу, напротив окна школы отданной под госпиталь, где в окне их класса видны раненые. И вдруг Нана осознаёт, что каждый раз с нетерпением ждёт этих трудных и опасных дежурств. Она с удивлением прислушивается к зарождающемуся в ней чувству и не видит больше ничего вокруг. Но мальчик подчёркнуто серьёзен и небрежен с ней. И вот, первое, только начавшееся между ними объяснение… но в это время внизу по улице, гулко чеканя шаг, проходит отряд солдат. Мальчик сразу замолкает, перестаёт замечать девушку и жадными глазами наблюдает за солдатами. И снова становится подчёркнуто сух. Разговор больше не повторится. На следующее дежурство Леван не приходит, и вскоре Нана узнаёт, что он, приписав себе год, ушёл на фронт. А вскоре на него приходит похоронка. Его брат Зурико передаёт Нане письмо, из которого она понимает, что была небезразлична Левану. От старика Ваиско она узнаёт, что бывает так, что с фронта нередко извещения приходят по ошибке. И хотя выпускает его голубей на волю, но не верит в смерть любимого и ждёт его.
В ролях:
- Кира Андроникашвили — Нана
- Гиви Киасашвили — Леван
- Реваз Татарадзе — Зурико
- Сосо Гогичайшвили — Васико

### Фреска
1961 год. Идёт строительство Дворца спорта по проекту молодой архитектора Русудана. Она обнаруживает на одной из стен контуры фрески, не предусмотренной проектом. На фреске просматривается изображение девушки. Русудан просит автора этой фрески маляра Резо закончить работу, хотя тот поначалу резко отказывается. Когда Резо заканчивает работу, Русудан замечает, что девушка с фрески очень походит на Лейлу — её помощницу. Внезапно для себя самой Русудан чувствует ревность, и вынуждена признаться себе, что любит Резо. Но, как теперь понимает, эта любовь будет безответна. Когда приёмная комиссия требует затереть фреску, Русудан отстаивает её, и в день открытия Дворца спорта его посетителей встречает фреска с портретом Лейлы.
В ролях:
- Тенгиз Арчвадзе — Резо, художник
- Гуранда Габуния — Расудан, молодая архитектор
- Зейнаб Боцвадзе — Лейла
- Александр Квалиашвили — Варлам
- Темур Гаджония — Кола
- Екатерина Верулашвили — соседка художника

Дубляж:
Фильм дублирован на русский язык на Киностудии им. М. Горького, режиссёр дубляжа А. Алексеев.

## Критика
Фильм состоит из трёх новелл на одну тему. ... Хотя они не вписаны в какую-то общую рамку и не соединены друг с другом, они выражают замысел художника передать течение жизни, чтобы рассказать о времени во всем его своеобразии. Создатели фильма каждую из новелл решают в формах, характерных для изображаемой эпохи. И здесь эта разностильность служит приёмом, позволяющим полнее выразить мысль.— Иосиф Маневич — Кино и литература. — Москва : Искусство, 1966. — 240 с.

Чередование трёх маленьких историй из разных времен должно было дать представление о развитии национального характера. Художественный уровень их оказался очень различным. Если начало двадцатых годов показано в сюжете с яркими романтически стилизованными характерами, время Отечественной войны прекрасной новелле «Голуби», то наши годы экстерриториальной фабуле «Фрески».— журнал «Дружба народов», 1970